# Passiflora lyra
Passiflora lyra är en passionsblomsväxtart som beskrevs av Jules Émile Planchon, Amp; Linden och Ellsworth Paine Killip. Passiflora lyra ingår i släktet passionsblommor, och familjen passionsblomsväxter. Inga underarter finns listade i Catalogue of Life.